# Turnix
Turnix – rodzaj ptaków z rodziny przepiórników (Turnicidae).

## Zasięg występowania
Rodzaj obejmuje gatunki występujące w Afryce, Azji, Australii i Oceanii.

## Morfologia
Długość ciała 12–23 cm; masa ciała samic 31–159 g, samców 23–127 g.

## Systematyka

### Etymologia
- Turnix: skrócenie nazwy rodzaju Coturnix Bonnaterre 1791 (odzwierciedlenie braku tylnego palca)[15].
- Tridactylus: gr. τριδακτυλος tridaktulos „trójpalczasty”, od τρι- tri- „trój-”, od τρεις treis, τρια tria „trzy”; δακτυλος daktulos „palec”[15]. Gatunek typowy: Tetrao sylvaticus Desfontaines, 1789; młodszy homonim Tridactylus Olivier, 1789 (Orthoptera).
- Ortygis: gr. ορτυγιον ortugion „przepióreczka”, od zdrobnienia ορτυξ ortux, ορτυγος ortugos „przepiórka”[15]. Gatunek typowy: Tetrao sylvaticus Desfontaines, 1789.
- Hemipodius: gr. ἡμιποδιον hēmipodion „pół-stopy”, od ἡμι- hēmi- „pół-, mały”, od ἡμισυς hēmisus „połowa”; ποδιον podion „stopa”, od zdrobnienia πους pous, ποδος podos „stopa”[15]. Gatunek typowy: Tetrao nigricollis J.F. Gmelin, 1789.
- Ortygodes: gr. ορτυξ ortux, ορτυγος ortugos „przepiórka”; -οδης -odēs „przypominający”[15]. Gatunek typowy: Ortygodes variegata Vieillot, 1816 (= Oriolus ocellatus Scopoli, 1786).
- Ortyx: łac. ortyx, ortygis „przepiórka”, od gr. ορτυξ ortux, ορτυγος ortugos „przepiórka”[15]. Gatunek typowy: Tetrao sylvaticus Desfontaines, 1789.
- Areoturnix: gr. αρειος areios „wojowniczy”, od Aρης Arēs bóg wojny; rodzaj Turnix Bonnaterre, 1791[15]. Gatunek typowy: Oriolus ocellatus Scopoli, 1786.
- Areortyx: gr. αρειος areios „wojowniczy”, od Aρης Arēs bóg wojny; ορτυξ ortux, ορτυγος ortugos „przepiórka”[15]. Nazwa zastępcza dla Areoturnix Bonaparte, 1856 ze względu na puryzm.
- Austroturnix: łac. australis „południowy”, od auster, austri „południe”; rodzaj Turnix Bonnaterre, 1791[15]. Gatunek typowy: Hemipodius castanotus Gould, 1840.
- Alphaturnia: gr. αλφα alpha „pierwszy, prymitywny”; rodzaj Turnix Bonnaterre, 1791[15]. Gatunek typowy: Hemipodius velox Gould, 1841.
- Colcloughia: Michael Joseph Colclough (ur. 1875), australijski wypychacz zwierząt, kolekcjoner[15]. Gatunek typowy: Hemipodius melanogaster Gould, 1837.
- Marianornis: Marion Cecil Mathews z domu White (1865–1938), żona australijskiego ornitologa Gregory’ego Macalistera Mathewsa; gr. ορνις ornis, ορνιθος ornithos „ptak”[15]. Gatunek typowy: Perdix varia Latham, 1801.

### Podział systematyczny
Do rodzaju należą następujące gatunki:
- Turnix sylvaticus (Desfontaines, 1789) – przepiórnik zwyczajny
- Turnix maculosus (Temminck, 1815) – przepiórnik cienkodzioby
- Turnix tanki Blyth, 1843 – przepiórnik żółtonogi
- Turnix hottentottus Temminck, 1815 – przepiórnik hotentocki
- Turnix ocellatus (Scopoli, 1786) – przepiórnik plamkowany
- Turnix suscitator (J.F. Gmelin, 1789) – przepiórnik prążkowany
- Turnix nigricollis (J.F. Gmelin, 1789) – przepiórnik czarnogardły
- Turnix melanogaster (Gould, 1837) – przepiórnik czarnopierśny
- Turnix varius (Latham, 1801) – przepiórnik śniady
- Turnix olivii Robinson, 1900 – przepiórnik płowy
- Turnix castanotus (Gould, 1840) – przepiórnik rdzawogrzbiety
- Turnix pyrrhothorax Gould, 1841) – przepiórnik rdzawopierśny
- Turnix everetti E. Hartert, 1898 – przepiórnik wyspowy
- Turnix worcesteri McGregor, 1904 – przepiórnik perłogłowy
- Turnix velox (Gould, 1841) – przepiórnik karłowaty